# Fußball-Weltmeisterschaft der Frauen 2015/Kamerun
Dieser Artikel behandelt die kamerunische Fußballnationalmannschaft der Frauen bei der Fußball-Weltmeisterschaft der Frauen 2015 in Kanada. Kamerun nahm zum ersten Mal an der WM-Endrunde teil. Die Überraschungsmannschaft des Turniers konnte als einzige afrikanische Mannschaft die K.-o.-Runde erreichen, scheiterte dort aber an China. Kamerun hatte  sich als Zweiter der Afrikameisterschaft 2014 qualifiziert. Für Kamerun war es nach den Olympischen Spielen 2012 das zweite große internationale Turnier.

## Qualifikation
Kamerun musste sich zunächst für die Afrikameisterschaft 2014 qualifizieren. Dabei musste die Mannschaft erst in der zweiten Runde antreten und konnte sich gegen den Senegal mit 1:1 und 1:0 durchsetzen um die Afrikameisterschaft in Namibia zu erreichen.

## Gruppenspiele
| Pl. | Land      | Sp. | S | U | N | Tore    | Diff. | Punkte |
| --- | --------- | --- | - | - | - | ------- | ----- | ------ |
| 1.  | Kamerun   | 3   | 2 | 0 | 1 | 003:100 | +2    | 06     |
| 2.  | Südafrika | 3   | 1 | 1 | 1 | 006:300 | +3    | 04     |
| 3.  | Ghana     | 3   | 1 | 1 | 1 | 002:200 | ±0    | 04     |
| 4.  | Algerien  | 3   | 1 | 0 | 2 | 002:700 | −5    | 03     |

| 12. Oktober 2014 |   |          |           |                                 |
| Südafrika        | – | Kamerun  | 0:1 (0:0) | Feudjio (86.)                   |
| 15. Oktober 2014 |   |          |           |                                 |
| Kamerun          | – | Algerien | 2:0 (1:0) | Enganamouit (17., 61./Elfmeter) |
| 18. Oktober 2014 |   |          |           |                                 |
| Kamerun          | – | Ghana    | 0:1 (0:0) |                                 |

### Halbfinale
| 22. Oktober, Windhoek | Kamerun | – | Elfenbeinküste | 2:1 n. V. (1:1, 0:0) | Enganamouit (60.), Manie (118.) |

### Finale
| 25. Oktober, Windhoek | Nigeria | – | Kamerun | 2:0 (2:0) |

Insgesamt setzte Trainer Enow Ngachu 19 Spielerinnen ein, von denen nur Torhüterin Annette Ngo Ndom sowie Raïssa Feudjio, Yvonne Leuko, Gabrielle Onguéné, Ejangue Siliki und Francine Zouga in allen sieben Spielen zum Einsatz kamen. Beste Torschützin war Gaëlle Enganamouit mit drei Toren.

## Vorbereitung
Am 21. März und 11. April spielte Kamerun gegen Äthiopien im Rahmen der Qualifikation für die Afrikaspiele und gewann beide Spiele mit 2:1. Am 10. Mai gewannen sie ein Testspiel gegen WM-Teilnehmer Elfenbeinküste mit 3:2. Am 3. und 6. Mai sollten sie gegen Liberia in der Qualifikation für die Olympischen Spiele 2016 spielen, die Spiele fanden aber nicht statt, da Liberia zurückzog. Am 17. und 24. Mai wird die Mannschaft in Vancouver Testspiele gegen den North Shore Girls Soccer Club bestreiten. Das erste Spiel wurde 3:1 gewonnen.

## Die Mannschaft

### Aufgebot
Der Kader von 23 Spielerinnen (davon drei Torhüterinnen) muss dem FIFA-Generalsekretariat spätestens zehn Werktage vor dem Eröffnungsspiel mitgeteilt werden.
| Nummer                | Name                       | Geburtsdatum | Verein                      | Einsätze | Tore | WM 2015 | WM 2015 | WM 2015      | WM 2015          | WM 2015     | WM 2015 |
| Nummer                | Name                       | Geburtsdatum | Verein                      | Einsätze | Tore | Sp.     | Tore    | Gelbe Karten | Gelb-Rote Karten | Rote Karten |         |
| Tor                   | Tor                        | Tor          | Tor                         | Tor      | Tor  | Tor     | Tor     | Tor          | Tor              | Tor         | Tor     |
| --------------------- | -------------------------- | ------------ | --------------------------- | -------- | ---- | ------- | ------- | ------------ | ---------------- | ----------- | ------- |
| 1                     | Annette Ngo Ndom           | 02.06.1985   | FC Union Nové Zámky         | 44       | 0    | 4       | 0       | 0            | 0                | 0           |         |
| 16                    | Thecle Mbororo             | 24.09.1989   | Panthère Security           | 05       | 0    | 0       | 0       | 0            | 0                | 0           |         |
| 23                    | Flore Enyegue              | 09.07.1991   | AS Police                   | 09       | 0    | 0       | 0       | 0            | 0                | 0           |         |
| Abwehr                |                            |              |                             |          |      |         |         |              |                  |             |         |
| 2                     | Christine Manie            | 04.05.1984   | CFF Olimpia Cluj            | 63       | 10   | 4       | 1       | 0            | 0                | 0           |         |
| 4                     | Yvonne Leuko               | 20.11.1991   | Arras FCF                   | 26       | 0    | 3       | 0       | 0            | 0                | 0           |         |
| 5                     | Augustine Ejangue          | 19.01.1989   | Energija Woronesch          | 58       | 0    | 2       | 0       | 0            | 0                | 0           |         |
| 11                    | Aurelle Awona              | 02.02.1993   | ASJ Soyaux                  | 04       | 0    | 2       | 0       | 0            | 0                | 0           |         |
| 12                    | Claudine Meffometou Tcheno | 01.07.1990   | Swesda 2005 Perm            | 25       | 01   | 4       | 0       | 1            | 0                | 0           |         |
| 13                    | Cathy Bou Ndjouh           | 07.11.1987   | FK Minsk                    | 54       | 00   | 2       | 0       | 0            | 0                | 0           |         |
| 15                    | Ysis Sonkeng               | 20.09.1989   | Louves Miniproff de Yaoundé | 42       | 0    | 0       | 0       | 0            | 0                | 0           |         |
| 22                    | Wanki Awachwi              | 06.01.1994   | Locomotive de Yaoundé       | 05       | 0    | 0       | 0       | 0            | 0                | 0           |         |
| Mittelfeld            |                            |              |                             |          |      |         |         |              |                  |             |         |
| 8                     | Raïssa Feudjio             | 29.10.1995   | Louves Miniproff de Yaoundé | 44       | 01   | 4       | 0       | 1            | 0                | 0           |         |
| 14                    | Ninon Abena                | 05.09.1994   | Louves Miniproff de Yaoundé | 03       | 0    | 0       | 0       | 0            | 0                | 0           |         |
| 19                    | Agathe Ngani               | 26.05.1992   | Louves Miniproff de Yaoundé | 04       | 0    | 1       | 0       | 0            | 0                | 0           |         |
| 20                    | Geneviève Ngo Mbeleck      | 10.03.1993   | Caïman Douala               | 08       | 0    | 2       | 0       | 1            | 0                | 0           |         |
| Angriff               |                            |              |                             |          |      |         |         |              |                  |             |         |
| 3                     | Ajara Nchout               | 12.01.1993   | Western New York Flash      | 43       | 03   | 4       | 1       | 1            | 0                | 0           |         |
| 6                     | Francine Zouga             | 09.11.1987   | FF Chenois                  | 56       | 05   | 4       | 0       | 0            | 0                | 0           |         |
| 7                     | Gabrielle Onguéné          | 25.02.1989   | Louves Miniproff de Yaoundé | 53       | 15   | 4       | 2       | 0            | 0                | 0           |         |
| 9                     | Michèle Mani               | 16.10.1983   | Claix FF                    | 76       | 40   | 4       | 2       | 0            | 0                | 0           |         |
| 10                    | Jeanette Yango             | 12.06.1993   | FF Yzeure Allier Auvergne   | 35       | 01   | 4       | 0       | 1            | 0                | 0           |         |
| 17                    | Gaëlle Enganamouit         | 09.06.1992   | Eskilstuna United           | 43       | 05   | 4       | 3       | 1            | 0                | 0           |         |
| 18                    | Henriette Akaba            | 07.06.1992   | Louves Miniproff de Yaoundé | 34       | 0    | 3       | 0       | 0            | 0                | 0           |         |
| 21                    | Rose Bella                 | 05.05.1994   | AS Police                   | 07       | 0    | 0       | 0       | 0            | 0                | 0           |         |
| Trainerstab           |                            |              |                             |          |      |         |         |              |                  |             |         |
| Trainerin             | Enow Ngachu                | 21.02.1975   | FCF                         |          |      | 4       |         | 0            | 0                | 0           |         |
| Anmerkungen: 1. 2. 3. |                            |              |                             |          |      |         |         |              |                  |             |         |

## Spiele bei der Weltmeisterschaft
Bei der Auslosung der Gruppen war Kamerun nicht gesetzt und wurde der Gruppe mit Titelverteidiger Japan zugelost. Weitere Gegner sind die ebenfalls zum ersten Mal qualifizierten Mannschaften aus Ecuador und der Schweiz. Bisher hat keine Mannschaft dieser Gruppe gegen eine der anderen Mannschaften gespielt.
Gemäß den Platzierungen in der FIFA-Weltrangliste vor der WM, war dies die schwächste Gruppe: Titelverteidiger Japan liegt zwar auf Platz 4, aber Kamerun nur auf Platz 53, die Schweiz immerhin auf Platz 19, Ecuador aber auch nur auf Platz 48; Gruppenschnitt = 31. Zudem war es die einzige Gruppe mit drei Neulingen, was es zuvor noch nie gab.
In ihrem ersten WM-Spiel gegen Ecuador überzeugten die Afrikanerinnen durch erfrischenden Offensivfußball und führten bereits zur Halbzeit mit 3:0. Im zweiten Spielabschnitt ließen sie nicht nach und legten noch drei Tore nach. Damit gelang ihnen der höchste Siege einer afrikanischen Nationalmannschaft gegen eine südamerikanische Mannschaft. Im zweiten Spiel gegen Weltmeister Japan zeigten sie anfangs Schwächen in der Abwehr und kassierten schnell zwei Gegentore. Danach kam Kamerun immer besser ins Spiel, konnte aber nur noch den Anschlusstreffer erzielen, obwohl sie insbesondere in der zweiten Halbzeit die bessere Mannschaft waren. Im letzten Spiel gegen die Schweiz wurden sie in der ersten Hälfte von den Schweizerinnen dominiert und hatten Glück, dass diese nur einmal ins Tor trafen. In der zweiten Halbzeit knüpften sie dann wieder an die Leistungen aus den ersten Spielen an, erzielten zunächst den Ausgleichstreffer und dann auch den Führungstreffer zum 2:1. Danach hatten sie das Spiel im Griff, die Schweizerinnen kamen kaum noch vor das Tor der Afrikanerinnen und Kamerun brachte das Ergebnis dann auch durch Zeitspiel und einige Schauspieleinlagen über die Zeit. Mit zwei Siegen zogen sie als Gruppenzweiter und erste afrikanische Mannschaft seit 1999 in die K.-o.-Runde ein. Dort trafen sie erstmals auf China, das zuvor nur einmal in 13 Spielen gegen eine afrikanische Mannschaft verloren hatte (2003 gegen Nigeria). Kamerun geriet früh in Rückstand, griff dann zu ungestüm an und versuchte es zumeist mit Einzelaktionen, die nicht zum Erfolg führten. So schied Kamerun im Achtelfinale aus.

### Gruppenspiele
| Pl. | Land    | Sp. | S | U | N | Tore    | Diff. | Punkte |
| --- | ------- | --- | - | - | - | ------- | ----- | ------ |
| 1.  | Japan   | 3   | 3 | 0 | 0 | 004:100 | +3    | 09     |
| 2.  | Kamerun | 3   | 2 | 0 | 1 | 009:300 | +6    | 06     |
| 3.  | Schweiz | 3   | 1 | 0 | 2 | 011:400 | +7    | 03     |
| 4.  | Ecuador | 3   | 0 | 0 | 3 | 001:170 | −16   | 0      |

| Mo, 8. Juni 2015, in Vancouver   |   |         |           |
| Kamerun                          | – | Ecuador | 6:0 (3:0) |
| Fr., 12. Juni 2015, in Vancouver |   |         |           |
| Japan                            | – | Kamerun | 2:1 (2:0) |
| Di., 16. Juni 2015, in Edmonton  |   |         |           |
| Schweiz                          | – | Kamerun | 1:2 (1:0) |

### K.-o.-Runde
| Sa. 20. Juni 2015, in Edmonton |   |         |           |
| China                          | – | Kamerun | 1:0 (1:0) |